# Teatr Współczesny w Szczecinie
Teatr Współczesny w Szczecinie – instytucja kultury, prowadząca i rozwijająca sztukę widowiskową w Szczecinie. Siedziba teatru znajduje się w budynku Muzeum Narodowego na Wałach Chrobrego. Teatr posiada dwie sceny, pierwsza Duża Scena i Scena Nowe Sytuacje znajduje się na Wałach Chrobrego, natomiast druga scena tzw. "Teatr Mały" znajduje się na Deptaku Bogusława. 

## Historia
W 1950 część budynku Muzeum Narodowego na Wałach Chrobrego zaadaptowano tymczasowo na potrzeby sztuki scenicznej. Powstałe w ten sposób miejsce nazwano Teatrem Współczesnym, który wszedł w skład Teatrów Dramatycznych w Szczecinie. W 1975 podjęto decyzję o utworzeniu w mieście dwóch odrębnych teatrów. 
Pierwszym dyrektorem, który ukształtował zespół artystyczny był Maciej Englert. Pierwszą sztuką teatru była prapremiera "Jubileuszu" Edwarda Redlińskiego. W Teatrze występowały znane aktorki teatralno-filmowe Danuta Stenka (1984-88), Maria Seweryn (2002-03), Katarzyna Bujakiewicz (1995-2003), Beata Zygarlicka od 1988- oraz aktorzy Jerzy Zelnik, Jacek Polaczek.
W latach 1992–2022 dyrektorem artystycznym Teatru Współczesnego w Szczecinie była Anna Augustynowicz.
Dyrektorzy Teatru Współczesnego w Szczecinie:
- Maciej Englert,
- Andrzej Chrzanowski,
- Ryszard Major z Kazimierzem Krzanowskim,
- Bogusław Kierc,
- Zenon Butkiewicz.

## Dyrekcja teatru
- Dyrektor artystyczny: Jakub Skrzywanek
- Dyrektor naczelny: Mirosław Gawęda